# Zuoyun
Zuoyun (chinesisch 左云县, Pinyin Zuǒyún Xiàn) ist ein chinesischer Kreis im Verwaltungsgebiet der bezirksfreien Stadt Datong im Norden der Provinz Shanxi. Er hat eine Fläche von 1.325 km² und zählt 117.943 Einwohner (Stand: Zensus 2020).